# مینا (هنرپیشه)
مینا دورَیراج (انگلیسی: Meena)؛ (زادهٔ ۱۶ سپتامبر ۱۹۷۶) که در حرفه اش به نام مینا معروف است، بازیگر هندی است که اغلب در صنعت فیلمسازی جنوب هند، هم چنین بالیوود کار می‌کند. مینا در فیلم‌های تامیل، تلوگو، مالایالم، کنادا و هندی بازی کرده‌است. اضافه بر بازیگری، مینا هم چنین خواننده پلی بک، کارشناس تلویزیون و گاهی اجرا کنندهٔ دوبله است.

## فیلم‌شناسی
| سال  | نام فیلم        | نقش       | زبان     | نکات          |
| ---- | --------------- | --------- | -------- | ------------- |
| ۱۹۸۴ | یادگار          | بیبی مینا | هندی     | هنرمند خردسال |
| ۱۹۹۲ | همسر رپیس جمهور | سواپنا    | تلوگو    |               |
| ۱۹۹۵ | موتو            | رنگانایکی | تامیل    |               |
| ۱۹۹۶ | آوی شانموگی     | جانکی     | تامیل    |               |
| ۱۹۹۹ | نسیم خوشبختی    | میناتچی   | تامیلی   |               |
| ۱۹۹۹ | دوستان          | پادمینی   | مالایالم |               |
| ۲۰۰۰ | ریتم            | چیترا     | تامیل    |               |
| ۲۰۰۰ | تنالی           |           | تامیل    |               |
| ۲۰۰۱ | شهروند          |           | تامیل    |               |
| ۲۰۰۴ | شوک             | مالینی    | تامیل    |               |
| ۲۰۰۸ | کوسلان          | سریدیوی   | تامیل    |               |
| ۲۰۱۳ | دید ظاهری       | رانی جرج  | مالایالم |               |
| ۲۰۱۳ | شاهد            |           | تلوگویی  |               |
| ۲۰۱۶ | جرقه            |           | تامیلی   |               |
| ۲۰۲۱ | ظاهر فریبنده ۲  | رانی جرج  | مالایالم |               |